# Милителло-Розмарино
Милителло-Розмарино (итал. Militello Rosmarino) — коммуна в Италии, расположена  в автономной области Сицилия, в провинции Мессина.
Население составляет 1436 человек (2008 г.), плотность населения составляет 50 чел./км². Занимает площадь 29 км². Почтовый индекс — 98070. Телефонный код — 0941.
Покровителем коммуны почитается  священномученик Власий Севастийский, празднование 3 февраля.

## Демография
Динамика населения:

## Города-побратимы
- Грумелло-дель-Монте, Италия
- Гротте, Италия

## Администрация коммуны
- Официальный сайт: http://www.comune.militellorosmarino.me.it/